# 威廉·弗里德曼·巴赫
威廉·弗里德曼·巴赫（德語：Wilhelm Friedemann Bach；1710年11月22日—1784年7月1日），德国作曲家，管风琴家，大鍵琴演奏家J.S.巴赫的长子。
威廉·弗里德曼·巴赫的作品体现了巴洛克风格向古典主义风格过渡的特征，其键盘乐作品技巧高超，善于使用对位手法，受其父影响较大。他特别擅长即兴演奏管风琴，可惜由于懒于记录，其作品传世较少。
约翰·塞巴斯蒂安·巴赫的《小前奏曲与赋格》，《创意曲》等都是为威廉·弗里德曼·巴赫所写的教材。

## 生平
威廉·弗里德曼·巴赫于1710年生于魏玛，是约翰·塞巴斯蒂安·巴赫的第二个孩子和长子。10岁起受其父教育，进步神速。23岁起在德累斯顿等地任管风琴师等职位。虽然才华惊人，但由于疏懒成性，致使他于1764年失业，晚年穷困潦倒，靠出卖爺爺作品为生。

## 外部連結
- 威廉·弗里德曼·巴赫的免费乐谱，由国际乐谱典藏计划提供